# الفتى والعالم
الفتى والعالَم (بالبرتغالية: O Menino e o Mundo‏) فيلم رسوم متحركة برازيلي عام 2013 ، من إخراج علي أبرو.

## قصة
يدخل (كوكا) الصبي في مغامرة أثناء رحلة بحثه عن والده الذي رحل للعاصمة بحثا عن عمل، فيترك قريته ليكتشف عالما غرائبيا تهيمن عليه آلات تشبه الحيوانات، والكائنات الغريبة، يدخل (كوكا) وهو في رحلته في علبة، وينتقل بين تحديات وعقبات، ويبقى (كوكا) بنفس براءته، بينما العالم من حوله يصبح أكثر تعقيدًا أثناء تقدمه في رحلته نحو المدينة.

## وصلات خارجية
- الفتى والعالم على موقع IMDb (الإنجليزية)
- الفتى والعالم على موقع ميتاكريتيك (الإنجليزية)
- الفتى والعالم على موقع روتن توميتوز (الإنجليزية)
- الفتى والعالم على موقع قاعدة بيانات الأفلام العربية
- الفتى والعالم على موقع ألو سيني (الفرنسية)
- الفتى والعالم على موقع فيلمافينيتي (الإسبانية)
- الفتى والعالم على موقع قاعدة بيانات الأفلام السويدية (السويدية)
- الفتى والعالم على موقع قاعدة بيانات الفيلم (الإنجليزية)
- الفتى والعالم على موقع ليتربوكسد (الإنجليزية)
- الفتى والعالم على موقع كينوبويسك (الروسية)